# Албенга
Албенга (итал. Albenga) град је у северозападној Италији. То је други по величини град округа Савона у оквиру италијанске покрајине Лигурија.

## Природне одлике
Град Албенга је смештен у северозападном делу Италије, на 90 km југозападно од Ђенове. Град се образовао у западном подручју Ђеновског залива, дела Тиренског мора. Град се сместио у невеликој приморској долини реке Фоће, која се ту улива у море, изнад које се стрмо издижу Лигуријски Алпи. Надморска висина града је свега 5 m.

## Становништво
Према резултатима пописа становништва 2011. у општини је живело 23.576 становника.
| 1931.  | 1936.  | 1951.  | 1961.  | 1971.  | 1981.  | 1991.  | 2001.  | 2011.  |
| ------ | ------ | ------ | ------ | ------ | ------ | ------ | ------ | ------ |
| 10.839 | 10.698 | 12.269 | 15.734 | 19.814 | 21.324 | 21.934 | 22.690 | 23.576 |

Албенга данас има око 24.000 становника, махом Италијана. Током протеклих деценија број становника у граду је растао.

## Партнерски градови
- Дабаш

## Галерија
- Двојни торњеви Албенге, симболи града
- Градска кућа
- Острво Ђалинара испред града
- Катедрала светог арханђела Михајла